# Тројке из Белвила
Тројке из Белвила (Les Triplettes de Belleville), у Великој Британији познатији као Belleville Rendez-vous, је забавни анимирани филм из 2003. године, написан и режиран од стране Силвана Шомеа (Sylvain Chomet). Ово је био његов први дугометражни филм и направљен је као интернационална копродукција Француске, Канаде, Велике Британије и Белгије. У филму има врло мало дијалога; већина наратива спроведена је кроз песму и пантомиму. Радња прати госпођу Сузу, старију даму на задатку да спаси свог унука, учесника бициклистичке трке Tour de France, кога је киднаповала Француска мафија и одвела у град Белвил. На њеном путовању прати је унуков верни гојазни пас Бруно, а касније јој се придружују и Тројке из Белвила, сада остареле певачице из 1930-их, које упознаје када стигне у велики град. Филм је добио бројне похвале публике и критичара за свој уникатан стил анимације. Номинован је за две велике награде - Best Animated Feature и Best Original Song Academy Awards.

## Радња филма
У Француској, госпођа Суза одгаја свог унука Шампиона, меланхолично сироче. Покушава да га усрећи кроз музику, али не успева. Установљује да је дечак усамљен и купује му пса, Бруна, али ни он ни електричан возић не помажу. Чистећи унукову собу, испод кревета проналази књигу пуну слика бициклиста и одлучује да му набави трицикл. Тиме се Шампион напокон развесели и креће да се бави спортом. Након година тренинга, учествује у Великој Тури Француске. Међутим, исцрпљен, застаје да се одмори на једној од помоћних станица за такмичаре и заједно са још двоје бициклиста бива киднапован од стране мафијаша и превезен преко Атлантика. Откривши то, госпођа Суза се брзо упућује у пратњу великог брода преко океана на изнајмљеном педалину. Стигавши у Америку, госпођа Суза, без иједне паре у џепу, срећом, преко песме, упознаје Тројке из Белвила. Оне је угосте и, након занимљиве вечере, дозволе јој да се придружи једном од њихових концерата као гостујући музичар на удараљкама, како би успела да пронађе мафијаше који су јој отели унука. Уз помоћ Тројки, након велике јурњаве кроз град, Суза проналази складиште мафијаша, у потпуности га разара и спашава Шампиона.

## Награде
Био је први ПГ-13 филм номинован за награду најбољег дугометражног анимираног филма, али је изгубио наспрам филма Finding Nemo. Номинован је и за најбољу оригиналну песму "Belleville Rendez-vous", коју су компоновали Беноа Шарест и Силван Шоме, а отпевао ју је Матју Шедид. Такође је освојио Цезара за најбољу филмску музику и Genie Award for Best Motion Picture и  BBC Four World Cinema Award 2004.